# Markója Imre
Markója Imre (Hetes, 1931. június 6. – Budapest, 2008. március 27.) magyar jogász, kommunista politikus, a Magyar Népköztársaságban 10 éven keresztül igazságügy-miniszter.

## Élete
1949-ben érettségizett a Somogy megyei Kaposvárott a Táncsics Mihály Gimnáziumban. Az ELTE Állam- és Jogtudományi Karán tanult és 1953-ban doktorátust szerzett majd az egyetem pártbizottságnak tagja lett. Belépett a Magyar Dolgozók Pártjába, később a Magyar Szocialista Munkáspártba is és a Hazafias Népfront is a tagjai közé tudhatta. Újságíróként is dolgozott, a Társadalmi Szemle jogi rovatvezetője volt. 
1956-tól 1963-ig az Adminisztratív Osztály igazságügyi alosztály vezetőjeként, 1963-tól 1967-ig az igazságügy-miniszter helyetteseként, 1967-től 1978-ig, az Igazságügyi Minisztérium államtitkáraként tevékenykedett. 1978. április 22-én kinevezték a Lázár-kormány igazságügy-minisztererének. Ezt a funkciót több mint tíz évig, 1988. június 29-ig töltötte be, amikor is felmentették hivatalából. Utóda Kulcsár Kálmán lett. 
1988-tól a rendszerváltásig a Németh-kormánynak adott jogi tanácsokat. A Magyar Jogászszövetség választmányi és elnökségi tagja is volt 1989-ig.